# روني أندرسون
روني أندرسون (بالإنجليزية: Ronnie Anderson)‏ هو لاعب كرة قدم أمريكية أمريكي، ولد في 27 فبراير 1974.